# Thakhek
Thakhet (laot. ທ່າແຂກ) – miasto położone w centralnej części Laosu nad rzeką Mekong, w prowincji Khammouan, której jest stolicą. Na przeciwległym brzegu rzeki znajduje się tajlandzie miasto Nakhon Phanom. Liczy 26 tys. mieszkańców (2005).
W mieście można znaleźć wiele budynków we francuskim stylu kolonialnym. Funkcjonuje tu również port lotniczy.